# Ярославский кадетский корпус
Ярославский кадетский корпус — военно-учебное заведение (кадетский корпус) в России.

## История
Ярославский кадетский корпус был создан в 1895 году на базе прежних учебных заведений города: Ярославская военно-начальная школа, Ярославская военная прогимназия, Ярославская военная школа.

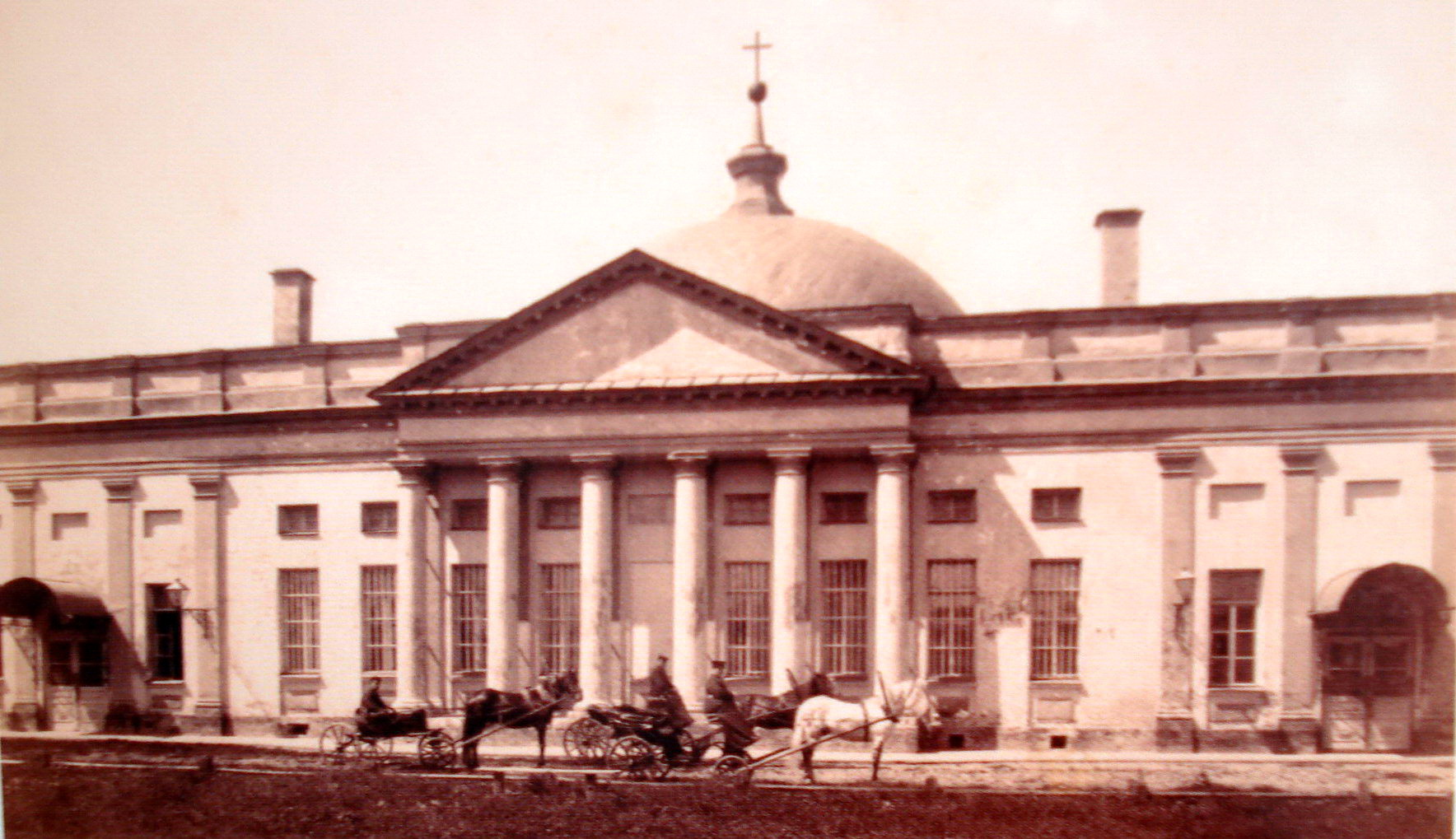
Ярославская военная школа

Преобразованию Ярославской военной школы в кадетский корпус предшествовало совещание 15 декабря 1894 года в Главном управлении военно-учебных заведений (ГУВУЗ), где решалась судьбу этого учебного заведения. В начале января 1895 года директору военной школы, военному педагогу — генерал-майору И. Ю. Добошинскому необходимо было представить свои соображения о переходе военно-учебного заведения к новой форме организации.
В начале августа 1895 года Добошинский получил из ГУВУЗ письмо «О преобразовании Ярославской военной школы в кадетский корпус»; штатом корпуса предусматривались: директор, ротный командир, 4 офицера-воспитателя. Увеличение штата офицерского состава должно было происходить по мере расширения набора воспитанников. С принятием решения об открытии кадетского корпуса, в Ярославле были возобновлены работы по реставрации храма, находящегося рядом со зданием корпуса. 1 сентября 1897 года было торжественно отпраздновано столетие храма, а 29 июня (день святых апостолов Петра и Павла) был объявлен храмовым праздником кадетского корпуса.
14 сентября 1903 года Ярославский кадетский корпус получил собственное знамя, которое было установлено в храме. В 1905 году кадетский корпус с инспекторской проверкой посетила комиссия ГУВУЗ, отметившая хорошую организацию в корпусе учебного процесса, хорошую строевую дисциплину и опрятность кадет. По состоянию на 1910 год в Ярославском кадетском корпусе по штату числилось 375 воспитанников, разбитых на три роты; работало 18 офицеров. Очередная комиссия ГУВУЗ в кадетском корпусе находилась в мае 1913 года. Кадетский корпус работал в период Первой мировой войны, кадеты не приняли февральскую революцию; они готовы были поддержать Корнилова и выступали против Керенского. После вскоре последовавшей Октябрьской революции командованию кадетского корпуса было приказано сдать всё оружие корпуса, однако кадеты отказывались это выполнить. В начале декабря 1917 года в кадетский корпус предполагалось направить отряд Красной гвардии для подавления сопротивления, и директор корпуса принял решение распустить кадет по домам.
Кадеты и преподаватели были участниками Ярославского восстания, которое было подавлено Красной армией. В годы Гражданской войны многие кадеты примкнули к Белому движению; те кадеты-ярославцы, которые покинули Россию, стали участниками кадетских объединений в эмиграции.

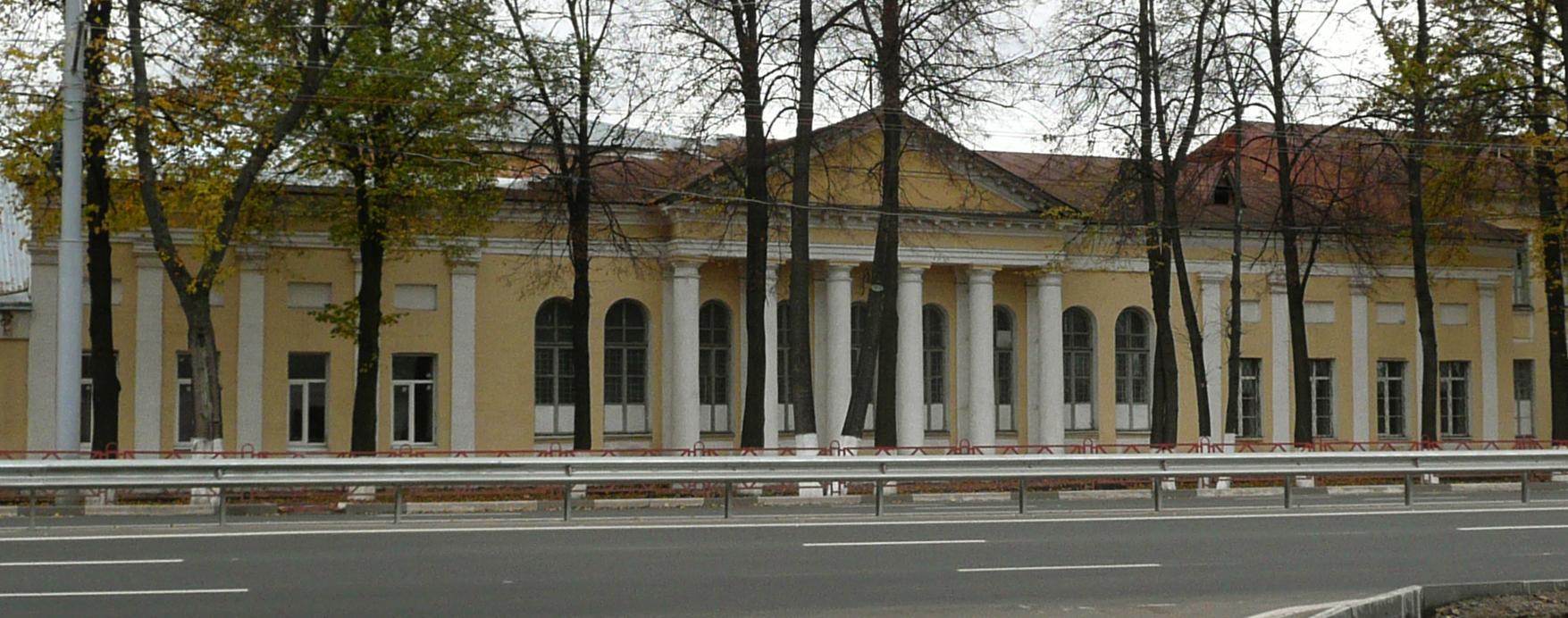
Здание кадетского корпуса, 2010 год

В советское время в помещениях бывшего кадетского корпуса дислоцировались Ярославское военно-хозяйственное училище, Ярославское пехотное училище и Ярославское военно-политическое училище им. В. И. Ленина. С 1951 года в нём находится Ярославское высшее военное училище противовоздушной обороны. В настоящее время в Ярославле работает Государственное профессиональное образовательное учреждение Ярославский кадетский колледж.

## Директора кадетского корпуса
- 15.09.1895 — 27.01.1900 — генерал-майор Добошинский, Иосиф Юстинович
- 26.03.1900 — 16.06.1900 — полковник Дубасов, Николай Васильевич
- 16.06.1900 — 13.08.1906 — генерал-майор Калишевский, Александр Иосифович
- 13.08.1906 — 08.08.1908 — генерал-майор Бордель фон Борделиус, Николай Евгеньевич
- 08.08.1908 — 02.10.1911 — генерал-майор Латур, Иосиф Онуфриевич
- 21.10.1911 — 01.1918 — генерал-майор Рафалович, Николай Фердинандович